# A Thousand Suns
A Thousand Suns — четвертий студійний альбом американського гурту Linkin Park, випущений 13 вересня 2010 року лейблом Warner Bros. Records. Продюсерами альбому стали Майк Шинода і Рік Рубін, які також займалися продюсуванням попереднього альбому гурту, Minutes to Midnight (2007). Запис A Thousand Suns проходив у NRG Recording Studios у Голлівуді, штат Каліфорнія, і тривав з 2009 до початку 2011 року.
A Thousand Suns — концептуальний альбом, який зосереджується на людських страхах, таких як загроза ядерної війни. Гурт заявив, що цей альбом є значним відходом від їхньої попередньої роботи, оскільки вони експериментували з новими звуками та стилями. В інтерв'ю для MTV вокаліст Честер Беннінгтон зазначив, що альбом охоплює важливі соціальні проблеми та поєднує людські ідеї з технологіями. Назва альбому відсилає до Бхагавад-Ґіти, а саме до рядка, який Роберт Оппенгеймер процитував у 1945 році, описуючи атомну бомбу як «яскравішу за тисячу сонць». Цей образ також використано в першому синглі альбому — «The Catalyst». A Thousand Suns є найдовшим студійним альбомом Linkin Park на сьогодні, з тривалістю 47 хвилин.
Сингл «Waiting for the End» був випущений 2 серпня 2010 року для цифрових платформ і на радіо. Він досяг першого місця в чартах Billboard «Альтернативні пісні» та «Рок-пісні». На підтримку альбому було представлено ще три сингли: «The Catalyst», «Burning in the Skies» та «Iridescent». «The Catalyst» і «Waiting for the End» отримали золотий сертифікат від Американської асоціації компаній звукозапису (RIAA) за досягнення значних продажів.
Альбом отримав переважно позитивні відгуки від критиків, які відзначали його як природний розвиток звучання Linkin Park. Однак, він викликав суперечливі реакції серед шанувальників через кардинальні зміни в стилі. Попри це, платівка мала комерційний успіх, дебютувавши на першому місці в більш ніж десяти країнах. У серпні 2017 року альбом отримав платиновий сертифікат RIAA, а також виграв премію Греммі за найкращий рок-альбом.

## Список композицій
Автор музики і слів Linkin Park. 
| #     | Назва                                             | Тривалість |
| ----- | ------------------------------------------------- | ---------- |
| 1.    | «The Requiem»                                     | 2:01       |
| 2.    | «The Radiance» (репліки від Роберта Оппенгеймера) | 0:57       |
| 3.    | «Burning in the Skies»                            | 4:13       |
| 4.    | «Empty Spaces»                                    | 0:18       |
| 5.    | «When They Come for Me»                           | 4:55       |
| 6.    | «Robot Boy»                                       | 4:28       |
| 7.    | «Jornada Del Muerto»                              | 1:34       |
| 8.    | «Waiting for the End»                             | 3:51       |
| 9.    | «Blackout»                                        | 4:39       |
| 10.   | «Wretches and Kings»                              | 4:15       |
| 11.   | «Wisdom, Justice, and Love»                       | 1:38       |
| 12.   | «Iridescent»                                      | 4:56       |
| 13.   | «Fallout»                                         | 1:23       |
| 14.   | «The Catalyst»                                    | 5:39       |
| 15.   | «The Messenger»                                   | 3:01       |
| 47:48 |                                                   |            |

| Best Buy, Napster and HMV Edition bonus track | Best Buy, Napster and HMV Edition bonus track | Best Buy, Napster and HMV Edition bonus track |
| #                                             | Назва                                         | Тривалість                                    |
| --------------------------------------------- | --------------------------------------------- | --------------------------------------------- |
| 16.                                           | «The Catalyst» (NoBraiN remix)                | 4:22                                          |

| iTunes Deluxe Edition bonus tracks | iTunes Deluxe Edition bonus tracks                                  | iTunes Deluxe Edition bonus tracks |
| #                                  | Назва                                                               | Тривалість                         |
| ---------------------------------- | ------------------------------------------------------------------- | ---------------------------------- |
| 16.                                | «A Thousand Suns: The Full Experience» (весь альбом в одному треку) | 47:56                              |
| 17.                                | «The Catalyst» (music video)                                        | 4:42                               |
| 18.                                | «Blackbirds» (трек з "8-Bit Rebellion!")                            | 3:21                               |
| 63:44                              |                                                                     |                                    |

| 2013 iTunes Deluxe Edition bonus tracks | 2013 iTunes Deluxe Edition bonus tracks | 2013 iTunes Deluxe Edition bonus tracks |
| #                                       | Назва                                   | Тривалість                              |
| --------------------------------------- | --------------------------------------- | --------------------------------------- |
| 16.                                     | «Blackbirds»                            | 3:21                                    |
| 17.                                     | «The Catalyst» (music video)            | 4:43                                    |
| 18.                                     | «Waiting for the End» (music video)     | 3:54                                    |
| 59:54                                   |                                         |                                         |

| Japanese Edition bonus track | Japanese Edition bonus track | Japanese Edition bonus track |
| #                            | Назва                        | Тривалість                   |
| ---------------------------- | ---------------------------- | ---------------------------- |
| 16.                          | «New Divide» (Live)          | 4:54                         |
| 52:39                        |                              |                              |

| Special Edition Bonus DVD | Special Edition Bonus DVD                                           | Special Edition Bonus DVD |
| #                         | Назва                                                               | Тривалість                |
| ------------------------- | ------------------------------------------------------------------- | ------------------------- |
| 1.                        | «Meeting of A Thousand Suns» (виготовлення документального альбому) | 29:46                     |
| 29:46                     |                                                                     |                           |

| iTunes UK Special Edition bonus tracks | iTunes UK Special Edition bonus tracks | iTunes UK Special Edition bonus tracks |
| #                                      | Назва                                  | Тривалість                             |
| -------------------------------------- | -------------------------------------- | -------------------------------------- |
| 16.                                    | «New Divide» (Live in Madrid)          | 4:35                                   |
| 17.                                    | «Waiting for the End» (Live in Madrid) | 4:04                                   |
| 18.                                    | «Breaking the Habit» (Live in Madrid)  | 4:00                                   |
| 19.                                    | «The Catalyst» (Live in Madrid)        | 5:57                                   |
| 20.                                    | «In the End» (Live in Madrid)          | 3:48                                   |
| 21.                                    | «What I've Done» (Live in Madrid)      | 3:32                                   |
| 73:41                                  |                                        |                                        |

| A Thousand Suns + bonus DVD (Live from Madrid) | A Thousand Suns + bonus DVD (Live from Madrid) | A Thousand Suns + bonus DVD (Live from Madrid) |
| #                                              | Назва                                          | Тривалість                                     |
| ---------------------------------------------- | ---------------------------------------------- | ---------------------------------------------- |
| 1.                                             | «The Requiem»                                  | 1:38                                           |
| 2.                                             | «Wretches and Kings»                           | 4:25                                           |
| 3.                                             | «Papercut»                                     | 3:18                                           |
| 4.                                             | «New Divide»                                   | 4:31                                           |
| 5.                                             | «Faint»                                        | 4:08                                           |
| 6.                                             | «Empty Spaces/When They Come for Me»           | 5:31                                           |
| 7.                                             | «Waiting for the End»                          | 3:53                                           |
| 8.                                             | «Iridescent»                                   | 5:02                                           |
| 9.                                             | «Numb»                                         | 3:11                                           |
| 10.                                            | «The Radiance» (piano version)                 | 1:50                                           |
| 11.                                            | «Breaking the Habit»                           | 3:59                                           |
| 12.                                            | «Shadow of the Day»                            | 5:15                                           |
| 13.                                            | «Fallout»                                      | 1:25                                           |
| 14.                                            | «The Catalyst»                                 | 6:10                                           |
| 15.                                            | «The Messenger»                                | 3:41                                           |
| 16.                                            | «In the End»                                   | 3:29                                           |
| 17.                                            | «What I've Done»                               | 3:32                                           |
| 18.                                            | «Bleed It Out/A Place for My Head»             | 5:06                                           |
| 70:04                                          |                                                |                                                |

## Музиканти
Linkin Park
- Честер Беннінґтон — вокал, ритм-гітара, перкусія
- Майк Шинода — вокал, ритм-гітара в «Waiting for the End», клавішні, семплінг; соло-гітара в «Burning in the Skies»
- Бред Делсон — соло-гітара, бек-вокал, перкусія, клавішні; ритм-гітара в «Burning in the Skies»
- Девід Майкл Фаррел — бас-гітара, бек-вокал
- Джо Хан — семплінг, синтезатор, бек-вокал
- Роберт Бурдон — ударні, перкусія, бек-вокал

Додатково
- Запис Мартіна Лютера Кінга в «Wisdom, Justice, and Love»
- Інтерв'ю Роберта Оппенгеймера в «The Radiance»
- Запис Маріо Савіо в «Wretches and Kings»

## Критика
На сайті Metacritic музичний альбом отримав рейтинг у 63 із 100 балів.
Джонні Фаєрклауд у рецензії відніс альбом до жанру «мелодраматичний фарс», додавши, що це «механізована плутанина сентиментальності».

## Факти
- 12-та пісня з альбому — «Iridescent» — є саундтреком фільму «Трансформери: Темний бік Місяця».

## Чарти
| Чарт (2010)                                          | Найвища позиція |
| ---------------------------------------------------- | --------------- |
| Австралія Australian Albums (ARIA)                   | 1               |
| Австрія Austrian Albums (Ö3 Austria)                 | 1               |
| Бельгія Belgian Albums (Ultratop Flanders)           | 2               |
| Бельгія Belgian Albums (Ultratop Wallonia)           | 4               |
| Канада Canadian Albums (Billboard)                   | 1               |
| Чехія Czech Albums (ČNS IFPI)                        | 1               |
| Данія Danish Albums (Hitlisten)                      | 2               |
| Нідерланди Dutch Albums (MegaCharts)                 | 7               |
| European Albums (Billboard)                          | 1               |
| Фінляндія Finnish Albums (Suomen virallinen lista)   | 6               |
| Франція French Albums (SNEP)                         | 4               |
| Німеччина German Albums (Offizielle Top 100)         | 1               |
| Greek Albums (IFPI)                                  | 2               |
| Угорщина Hungarian Albums (MAHASZ)                   | 3               |
| Ірландія Irish Albums (IRMA)                         | 3               |
| Італія Italian Albums (FIMI)                         | 1               |
| Japanese Albums (Oricon)                             | 2               |
| Mexican Albums (Top 100 Mexico)                      | 28              |
| Нова Зеландія New Zealand Albums (Recorded Music NZ) | 1               |
| Норвегія Norwegian Albums (VG-lista)                 | 4               |
| Польща Polish Albums (ZPAV)                          | 2               |
| Португалія Portuguese Albums (AFP)                   | 1               |
| Шотландія Scottish Albums (OCC)                      | 4               |
| Південна Корея Korean Albums (GAON)                  | 4               |
| Південна Корея Korean International Albums (GAON)    | 1               |
| Іспанія Spanish Albums (PROMUSICAE)                  | 3               |
| Швеція Swedish Albums (Sverigetopplistan)            | 5               |
| Swiss Albums (Romandie)                              | 1               |
| Швейцарія Swiss Albums (Schweizer Hitparade)         | 1               |
| Велика Британія UK Albums (OCC)                      | 2               |
| Велика Британія UK Rock & Metal Albums (OCC)         | 1               |
| США Billboard 200                                    | 1               |
| США Top Alternative Albums (Billboard)               | 1               |
| США Top Hard Rock Albums (Billboard)                 | 1               |
| США Top Rock Albums (Billboard)                      | 1               |

| Чарт (2017)                        | Найвища позиція |
| ---------------------------------- | --------------- |
| Австралія Australian Albums (ARIA) | 47              |

| Чарт (2010)                                          | Позиція |
| ---------------------------------------------------- | ------- |
| Australian Albums (ARIA)                             | 33      |
| Austrian Albums (Ö3 Austria)                         | 10      |
| Belgian Albums (Ultratop Wallonia)                   | 92      |
| Canadian Albums (Billboard)                          | 40      |
| Danish Albums (Hitlisten)                            | 86      |
| European Albums (Billboard)                          | 22      |
| Finnish Albums (Suomen viralinen lista)              | 6       |
| French Albums (SNEP)                                 | 70      |
| German Albums (Offizielle Top 100)                   | 11      |
| Italian Albums (FIMI)                                | 63      |
| Japanese Albums (Oricon)                             | 50      |
| Нова Зеландія New Zealand Albums (Recorded Music NZ) | 34      |
| Polish Albums (ZPAV)                                 | 46      |
| South Korean International Albums (Circle)           | 28      |
| Swiss Albums (Schweizer Hitparade)                   | 16      |
| UK Albums (OCC)                                      | 109     |
| US Billboard 200                                     | 53      |
| US Top Alternative Albums (Billboard)                | 5       |
| US Top Hard Rock Albums (Billboard)                  | 2       |
| US Top Rock Albums (Billboard)                       | 7       |

| Чарт (2011)                           | Позиція |
| ------------------------------------- | ------- |
| German Albums (Offizielle Top 100)    | 87      |
| Swiss Albums (Schweizer Hitparade)    | 86      |
| UK Albums (OCC)                       | 184     |
| US Billboard 200                      | 107     |
| US Top Alternative Albums (Billboard) | 12      |
| US Top Hard Rock Albums (Billboard)   | 3       |
| US Top Rock Albums (Billboard)        | 15      |

| Чарт (2010—2019)               | Позиція |
| ------------------------------ | ------- |
| US Top Rock Albums (Billboard) | 39      |

## Сертифікації
| Регіон | Сертифікація | Продажі   |
| --- | ------------ | --------- |
| Австралія (ARIA) | Платиновий   | 70 000^   |
| Австрія (IFPI Austria) | Золотий      | 10 000*   |
| Бразилія (ABPD) | Золотий      | 20 000*   |
| Канада (Music Canada) | Платиновий   | 80 000^   |
| Данія (IFPI Denmark) | Золотий      | 15 000^   |
| Фінляндія (IFPI Finland) | Золотий      | 13,977    |
| РСАДПЗ (IFPI Середній Схід) | Золотий      | 3000*     |
| Німеччина (BVMI) | 3× Золотий   | 300 000^  |
| Ірландія (IRMA) | Золотий      | 7500^     |
| Італія (FIMI) | Платиновий   | 50 000    |
| Японія (RIAJ) | Золотий      | 100 000^  |
| Нова Зеландія (RIANZ) | Золотий      | 7500^     |
| Польща (ZPAV) | Платиновий   | 20 000*   |
| Швейцарія (IFPI Switzerland) | Золотий      | 15 000^   |
| Велика Британія (BPI) | Платиновий   | 300 000   |
| США (RIAA) | Платиновий   | 1 000 000 |
| *продажі, що базуються лише на сертифікаціях · ^відвантаження, що базуються лише на сертифікаціях · продажі+прослуховування, що базуються лише на сертифікаціях |              |           |